# Andreas Zimmermann (Fußballspieler)
Andreas Zimmermann (* 28. Dezember 1969 in Berlin), Spitzname „Zimbo“, ist ein ehemaliger Fußballspieler und gegenwärtiger Fußballtrainer.

## Karriere
Zimmermann begann beim SV Norden-Nordwest in Berlin mit dem Fußballspielen, bevor er 1991 zum Spandauer BC 06 und schließlich 1992 zum seinerzeitigen Zweitligisten Hertha BSC wechselte. Dort erzielte er in 45 Spielen acht Tore. 1995 wechselte er zum 1. FC Union Berlin und 1996 zum damaligen Regionalligisten LR Ahlen, dem heutigen Rot Weiss Ahlen. In insgesamt 150 Spielen erzielte er dort zwölf Tore und stieg im Jahr 2000 mit der Mannschaft in die 2. Bundesliga auf.
Nach dem Wechsel zu Rot-Weiss Essen (2002), führten ihn die Stationen zum SC Paderborn 07 (2003) und von dort zum 1. FC Kleve, wo er von 2004 bis 2006 spielte. Nach einem Abstecher zum SV Siegfried Materborn im Jahr 2006, kehrte er im Januar 2007 zum 1. FC Kleve zurück und übernahm dort die Funktion eines Sportmanagers. Aufgrund von Meinungsverschiedenheiten mit dem dortigen Vorstand wurde er im Juli 2007 entlassen.
2008 trat er bei Rot Weiss Ahlen das Amt des Trainers der zweiten Mannschaft an, die er 2008 vor dem Abstieg rettete. Am 1. September 2009 wurde er Trainer der Ahlener U19-Mannschaft.
Am 20. September 2009 wurde Andreas Zimmermann nach Stefan Emmerlings Entlassung zunächst zum Cheftrainer der Zweitligamannschaft befördert. Da Zimmermann jedoch nicht über die nötige Fußballlehrer-Lizenz verfügt und ein Antrag des Vereins auf eine Ausnahmeregelung seitens der DFL abgelehnt wurde, wurde Andreas Zimmermann am 14. Oktober durch Christian Hock ersetzt. Zimmermann verblieb jedoch im Trainerstab und übte das Amt des Co-Trainers aus.
Im März 2011 holte er seine vorher nicht vorhandene Lizenz als Fußball-Lehrer nach und war vom 1. Juni 2011 bis zum 1. April 2013 beim FC Ingolstadt 04 für die U19 und den Aufbau des Leistungszentrums verantwortlich. Am 9. September 2013 stellte ihn der FC Carl Zeiss Jena als Nachfolger des zuvor entlassenen Petrik Sander vor. Am 13. April 2014 wurde Zimmermann von seinen Aufgaben als Chefcoach beim FC Carl Zeiss Jena entbunden. Ausschlaggebend war eine Heimspielniederlage gegen den VfB Auerbach. Ab Juli 2014 trainierte Zimmermann den westdeutschen Regionalligisten Rot-Weiß Oberhausen, bei dem er zu Beginn der Saison 2016/17 nach vier Niederlagen zu Saisonbeginn beurlaubt wurde. Am 18. Mai 2018 wurde Zimmermann als Trainer der VSG Altglienicke vorgestellt. Seit dem 16. November 2020 war er Cheftrainer von Rot Weiss Ahlen. Dort wurde er nach drei Niederlagen in Folge am 29. November 2022 entlassen.
Im März 2023 übernahm Zimmermann das Traineramt beim abstiegsgefährdeten Südwest-Regionalligisten Eintracht Trier. Nach dem 31. Spieltag standen die Trierer als erster Absteiger in die Oberliga fest. Der bis Juni 2024 laufende Vertrag zwischen Zimmermann und dem Klub wurde eine Woche nach Ende der Saison im gegenseitigen Einvernehmen aufgelöst.